# Stefan Groothuis
Stefan Groothuis (n. 23 noiembrie 1981, Empe⁠(d), Brummen, Gelderland, Țările de Jos) este un patinator de viteză neerlandez, medaliat olimpic. A participat la 3 ediții ale Jocurilor Olimpice (2006, 2010, 2014) în care a câștigat o medalie de aur.